# 東ザバイカル戦線
東ザバイカル戦線 (ロシア語: Восто́чно-Забайка́льский фронт)とは、1919年4月21日から1920年10月7日に存在したソビエトのパルチザン戦線である。
最初、グリゴリー・セミョーノフの軍隊と日本の遠征隊に対して戦うための3連隊が構成された。その本拠地は、ボグダット村とジロヴォ村にあった。1919年9月に戦線は既に6つの騎兵隊、2つの歩兵隊及び1つの中国人小隊を持っており、全て合わせて、そこには3,000人の兵が居た。その兵はボグダットの戦いに参加した。
1920年5月22日、戦線はアムール戦線の第二ライフル師団に加わった。1920年10月、戦線はアムール戦線と共に、チタの奪還を担当した。

## 最高司令官
- パーベル・ジュラブリョフ（英語版） - 1919年4月21日から1920年2月23日まで
- ヤコフ・コロタイエフ（英語版） - 1920年3月2日から1920年3月21日まで
- ドミトリー・シロフ - 1920年3月21日から1920年7月20日まで
- ウラジミール・ロンド - 1920年7月20日から1920年9月9日まで
- ウラジミール・ポポフ - 1920年9月9日から1920年10月7日まで